# Rumex lorentzianus
Rumex lorentzianus là một loài thực vật có hoa trong họ Rau răm. Loài này được Lindau miêu tả khoa học đầu tiên năm 1895.